# Haraze-Mangueigne
Le Haraze-Mangueigne est un des trois départements composant la région du Salamat au Tchad. Son chef-lieu est Haraze.

## Subdivisions
Le département de Haraze-Mangueigne est divisé en trois sous-préfectures :
- Haraze
- Mangueigne
- Daha

## Administration
Préfets de Haraze-Mangueigne (depuis 2002)
- 9 octobre 2008 : Abdramane Saleh Breme[1]